# Мелетије Галисиот
Свети Мелетије Галисиот (рођ Михајло 1206. Теодот) је хришћански светитељ и исповедник вере.
Рођен је 1206. годсине у села Теодот у Понту на обали Црног мора, од родитеља Георгија и Марије. На крштењу је добио име Михаил, а касније кад се замонашио назван је Мелетије. По завршеној школи крено је у Јерусалим да се поклони Светим Местима, а одатле на Синај где се замонашио. Пропутовавши још нека друга места он најзад се настанио у гopи Галисионској у Малој Азији у манастиру који је основао свети Лазар Галисиот. Ту се подвизавао у послушању, смирењу и ноћном бдењу. У то време латинофил цар Михаил VIII Палеолог (од 1259-1282) је намеравао да Православну цркву поунијати и потчини римском папи, у чему му му је помагао патријарх Јован Век. Свети Мелетије је дошао у Цариград са преподобним Галактионом, саподвижником својим, и јавно пред Царем изјавио да ће они бранити Православље до смрти и нипошто неће пристати на латинску јерес, која је унапред већ осуђена од Светих Отаца. Цар је то схватио као увреду и затвори их, а затим их послао на тамновање на острво Скирос. После неколико година цар их је извео и ставио их на разне муке, да би их само придобио за латинску јерес. Но преподобни нису одступили од исповедања Православне вере о Духу Светом и о осталим истинитим догматима.Убрзо је умро цар Михаијло, и наследио га је православни цар Андроник II Палеолог (1282-1328), који их је ослободио из тамнице. Ускоро затим је свети Мелетије умро у миру 1283. године. у 77. години и сахрањен је у манастиру Светог Лазара. 
Православна црква одаје почаст њему 19. јануара.
Најважније од његових дела је Азбучник, дуга песма од око 13.000 стихова, у којој су изложене теолошке мисли и идеје. Писао је и о учењу Свете Тројице.